# Blackout (canção de Linkin Park)
"Blackout" é um single promocional da banda americana de rock Linkin Park. Ela é a nona faixa do quarto álbum de estúdio da banda A Thousand Suns. A canção foi produzida por Mike Shinoda e co-produzida por Rick Rubin.
Apesar da falta de elementos heavy metal, a música contém quantidades significativas de gritos (os coros vocais compreendem unicamentente com a música), fazendo para uma das mais grosseiras músicas em A Thousand Suns. Também apresenta Chester Bennington cantando na maior parte da música e Mike Shinoda cantando perto do final junto com Chester.

## Promoção e trilha sonora
Em 18 de agosto de 2010, o Linkin Park publicou um episódio do "LPTV" que mostra Chester Bennington fazendo rap e vocais sobre a música. Um remix de Renholdër foi usado em Underworld: Awakening. Uma versão ao vivo do single promocional foi usada para o lado B do single Burning in the Skies pela banda no mesmo álbum.
A música foi tocada ao vivo, ao lado do single "Burning in the Skies", na Austrália no final de 2010. Ele apresentou vocais de Bennington, para a ponte. A música foi tocada em muitos concertos para A Thousand Suns Tour e em alguns concertos para a promoção do Living Things.
"Blackout" fez parte do "Linkin Park Track Pack" para download pro jogo: "Guitar Hero: Warriors of Rock". A música também foi usada no jogo eletrônico de futebol EA Sports FIFA 11.

## Paradas musicais
| Tabelas (2012)                             | Melhor posição |
| ------------------------------------------ | -------------- |
| Reino Unido Rock (Official Charts Company) | 28             |